# Tenente Portela
Tenente Portela is een gemeente in de Braziliaanse deelstaat Rio Grande do Sul. De gemeente telt 14.253 inwoners (schatting 2009).

## Aangrenzende gemeenten
De gemeente grenst aan Barra do Guarita, Derrubadas, Erval Seco, Miraguaí, Palmitinho, Redentora, Três Passos en Vista Gaúcha.

## Verkeer en vervoer
De plaats ligt aan de wegen BR-163, BR-472 en RS-330.